# آنتسوها
آنتسوها (به لاتین: Antsoha) یک منطقهٔ مسکونی در ماداگاسکار است که در ایهورومبه واقع شده‌است. آنتسوها ۴٬۶۷۶ نفر جمعیت دارد.